# Retro-gaming

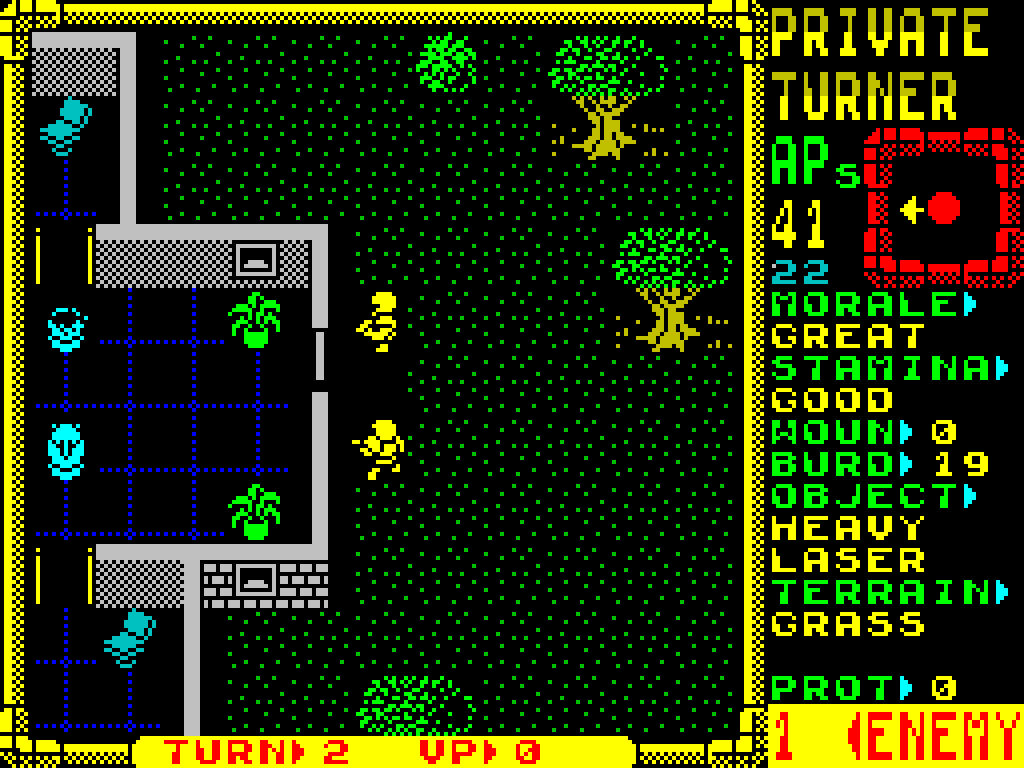
Laser Squad, een oud computerspel voor ZX Spectrum

Retro-gaming is het spelen van oudere computerspellen zoals Pac-Man, Space Invaders, Breakout, Tetris of Asteroids. Daarbij wordt gebruikgemaakt van oude homecomputers zoals de Commodore 64 of oude spelcomputers zoals de Atari 2600 en Atari 7800 en het Nintendo Entertainment System. Ook zijn emulatoren verkrijgbaar om de oude spellen op moderne computers te kunnen spelen.

## Spellen
Algemeen gezien zijn retrospellen vanaf 1970 tot eind jaren 2000. Dit zijn spellen van de eerste generatie tot de zesde generatie spelcomputers, maar ook pc-spellen worden gespeeld op retrocomputing-platforms. Arcadespellen zijn eveneens populair.
De overgang van de retro en het moderne tijdperk sluit aan op de overgang van 2D naar 3D-spellen. Sommige spellen worden gespeeld op de oorspronkelijke hardware, andere via een emulator. Er zijn ook retrospellen die via een webbrowser gespeeld kunnen worden.
In enkele gevallen worden er nieuwe versies van een oud spel uitgebracht voor een modern systeem. Naast spellen is er ook een subcultuur ontstaan rond de computerspelmuziek in retrospellen.

## Verzamelaars
Verzamelaars van retro-gaming proberen de oorspronkelijke hardware, cartridges en cd's te verzamelen. Hieronder vallen de arcadesystemen, oude spelcomputers, home- en personal computers, spelcartridges, cd's, dozen en figuren uit spellen. Sommige onderdelen zijn sterk in waarde gestegen en soms moeilijk te vinden.

## Populaire systemen
Enkele populaire systemen voor retro-gaming zijn:
- Atari 2600
- Nintendo Entertainment System (NES)
- Super Nintendo Entertainment System (SNES)
- PlayStation 2
- Nintendo 64
- Game Boy
- Mega Drive
- Dreamcast